# Mycetophila tehuelchesi
Mycetophila tehuelchesi är en tvåvingeart som beskrevs av Duret 1979. Mycetophila tehuelchesi ingår i släktet Mycetophila och familjen svampmyggor. Inga underarter finns listade i Catalogue of Life.